# 丘比特与普塞克 (范戴克)

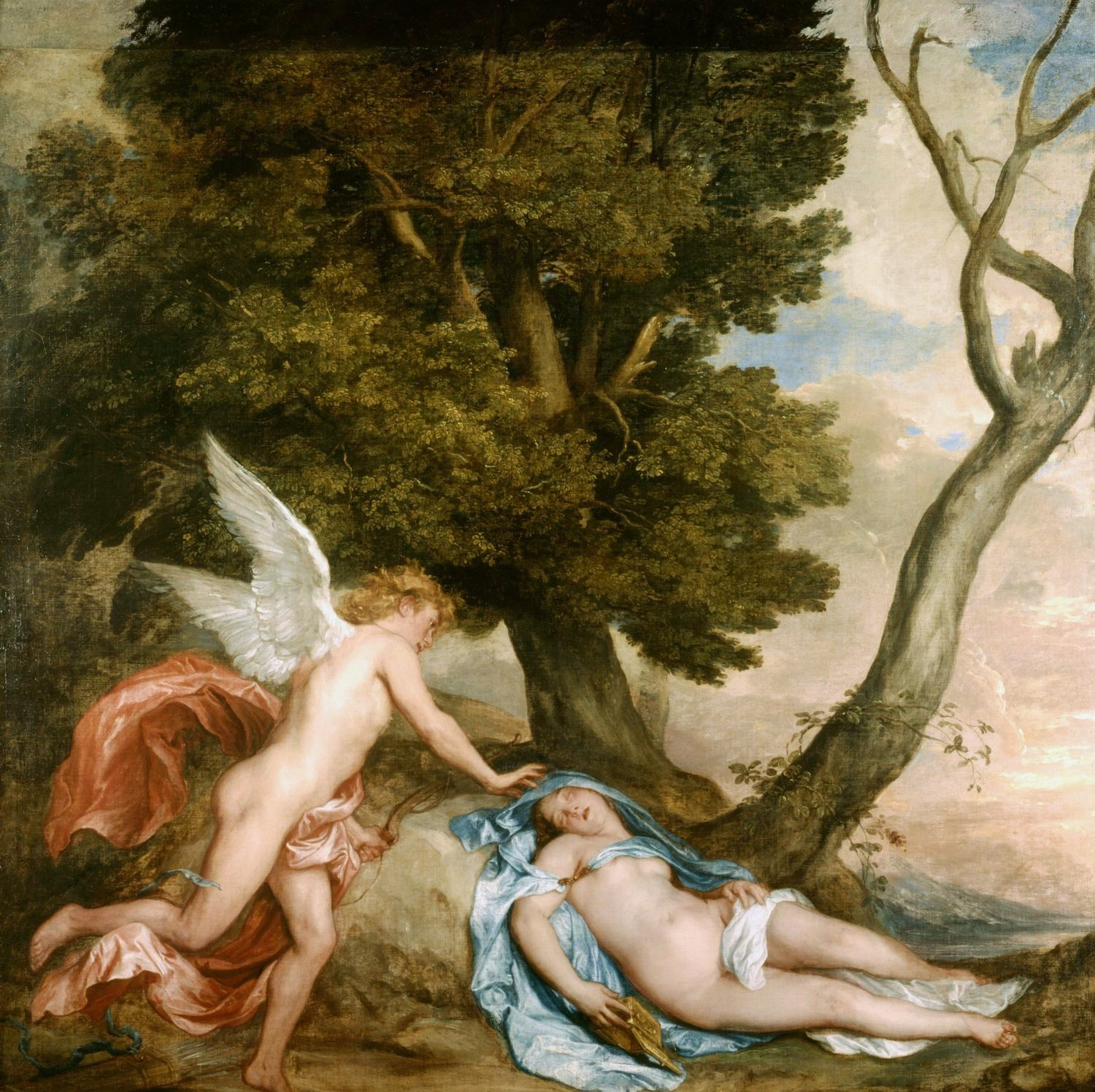

《丘比特与普塞克》是 安东尼·范·戴克的一幅油画，现藏于肯辛顿宫。 
这幅画是范戴克最后的作品之一，显示出提香的显著影响。这幅以丘比特与普赛克为主题的画作，可能属于为格林威治王后宫订制的系列—参与的其他艺术家包括雅各布·约尔丹斯和凡戴克的老导师彼得·保罗·鲁本斯。这个系列未能完成，因此这幅画没有画框。这绘制于1638-1640 年。第二种可能是为庆祝玛丽长公主于 1641 年与奥兰治的威廉二世结婚而绘制。 普塞克的原型可能是范戴克的情妇。 